# Margret Hassan
Margret Rumat Rumar Hassan (Wau, 12 agosto 1997) è una velocista sudsudanese.

## Biografia
Nel 2014 ha partecipato alla seconda edizione dei Giochi olimpici giovanili di Nanchino come atleta olimpica indipendente, raggiungendo il quarto posto in finale 3 nei 400 metri piani.
Nel 2016 ha partecipato con la maglia della nazionale sudsudanese ai campionati africani di Durban e ai Giochi olimpici di Rio de Janeiro, ma in entrambi i casi non ha superato le batterie.
È detentrice del record nazionale sudsudanese dei 400 metri piani.

## Record nazionali
Seniores
- 400 metri piani: 1'01"72 ( Nanchino, 23 agosto 2014)

## Palmarès
| Anno                                                 | Manifestazione            | Sede           | Evento        | Risultato | Prestazione | Note                          |
| ---------------------------------------------------- | ------------------------- | -------------- | ------------- | --------- | ----------- | ----------------------------- |
| In rappresentanza degli Atleti Olimpici Indipendenti |                           |                |               |           |             |                               |
| 2014                                                 | Giochi olimpici giovanili | Nanchino       | 400 m piani   | 4ª (f3)   | 1'01"72     | Record nazionale              |
| 2014                                                 | Giochi olimpici giovanili | Nanchino       | 8×100 m mista | Batteria  | 1'46"82     | [ 1 ]                         |
| In rappresentanza del Sudan del Sud                  |                           |                |               |           |             |                               |
| 2016                                                 | Campionati africani       | Durban         | 200 m piani   | Batteria  | 27"61       |                               |
| 2016                                                 | Giochi olimpici           | Rio de Janeiro | 200 m piani   | Batteria  | 26"99       | Miglior prestazione personale |